# Sematophyllum cylindrothecium
Sematophyllum cylindrothecium là một loài Rêu trong họ Sematophyllaceae. Loài này được (Broth.) W.R. Buck & Schaf.-Verw. miêu tả khoa học đầu tiên năm 1991.